# Na Rì
Na Rì là một huyện nằm ở phía đông tỉnh Bắc Kạn, Việt Nam.

## Địa lý
Huyện Na Rì nằm ở phía đông của tỉnh Bắc Kạn, huyện lỵ là thị trấn Yến Lạc nằm trên quốc lộ 3B, nằm cách thành phố Bắc Kạn khoảng 72 km về hướng đông, cách trung tâm thủ đô Hà Nội khoảng 192 km, có vị trí địa lý: 
- Phía đông giáp huyện Bình Gia và huyện Tràng Định thuộc tỉnh Lạng Sơn
- Phía tây giáp huyện Bạch Thông và huyện Chợ Mới
- Phía nam giáp huyện Võ Nhai, tỉnh Thái Nguyên
- Phía bắc giáp huyện Ngân Sơn.

Huyện có diện tích 864 km² và dân số là 38.263 người (năm 2019).
Quốc lộ 279 chạy qua huyện theo hướng tây bắc nối huyện Na Rì với huyện Ngân Sơn và đông nam sang huyện Bình Gia (Lạng Sơn).

## Hành chính
Huyện Na Rì có 17 đơn vị hành chính cấp xã trực thuộc, bao gồm thị trấn Yến Lạc (huyện lỵ) và 16 xã: Côn Minh, Cư Lễ, Cường Lợi, Dương Sơn, Đổng Xá, Kim Hỷ, Kim Lư, Liêm Thủy, Lương Thượng, Quang Phong, Sơn Thành, Trần Phú, Văn Lang, Văn Minh, Văn Vũ, Xuân Dương.

## Lịch sử
Ngày 12 tháng 5 năm 1964, Bộ Nội vụ ban hành Quyết định số 150-NV. Theo đó:
- Đổi tên xã Quang Trung thành xã Hữu Thác
- Đổi tên xã Bình Minh thành xã Lương Hạ
- Đổi tên xã Đồng Xuân thành xã Đổng Xá
- Đổi tên xã Tiền Phong thành xã Liêm Thủy
- Đổi tên xã Chi Lăng thành xã Xuân Dương
- Đổi tên xã Hùng Vương thành xã Côn Minh
- Đổi tên xã Trần Phú thành xã Hảo Nghĩa
- Đổi tên xã Trung Thành thành xã Cư Lễ
- Đổi tên xã Thanh Bình thành xã Kim Lư
- Đổi tên xã Tân Thành thành xã Văn Học
- Đổi tên xã Văn Vũ thành xã Vũ Loan
- Đổi tên xã Văn Lang thành xã Lạng San
- Đổi tên xã Bạch Đằng thành xã Lương Thượng
- Đổi tên xã Quốc Tuấn thành xã Kim Hỷ
- Đổi tên xã Hoàn Thành thành xã Dương Sơn
- Đổi tên xã Tô Hiệu thành xã Ân Tình.

Sau năm 1975, huyện Na Rì thuộc tỉnh Bắc Thái, gồm 21 xã: Ân Tình, Côn Minh, Cư Lễ, Cường Lợi, Đổng Xá, Dương Sơn, Hảo Nghĩa, Hữu Thác, Kim Hỷ, Kim Lư, Lam Sơn, Lạng San, Liêm Thủy, Lương Hạ, Lương Thành, Lương Thượng, Quang Phong, Văn Học, Văn Minh, Vũ Loan và Xuân Dương.
Ngày 8 tháng 4 năm 1985, tách phố Yến Lạc gồm 350 ha của xã Lương Hạ để thành lập thị trấn Yến Lạc (thị trấn huyện lỵ huyện Na Rì).
Ngày 6 tháng 11 năm 1996, tái lập tỉnh Bắc Kạn từ tỉnh Bắc Thái cũ, huyện Na Rì thuộc tỉnh Bắc Kạn.
Ngày 10 tháng 1 năm 2020, Ủy ban Thường vụ Quốc hội ban hành Nghị quyết số 855/NQ-UBTVQH14 về việc sắp xếp các đơn vị hành chính cấp xã thuộc tỉnh Bắc Kạn (nghị quyết có hiệu lực từ ngày 1 tháng 2 năm 2020). Theo đó:
- Sáp nhập 6 thôn: Pò Đồn, Đồn Tắm, Nà Hin, Nà Lẹng, Khuổi Nằn 1 và Khuổi Nằn 2 của xã Lương Hạ vào thị trấn Yến Lạc
- Sáp nhập 2 thôn: Nà Sang, Nà Khun của xã Lương Hạ và thôn Nà Tát của xã Văn Học vào xã Cường Lợi
- Sáp nhập 7 thôn: Nà Ca, Pò Phjeo, Thôm Bả, Pò Rản, Pò Lải, Pò Cạu, Nà Cằm của xã Văn Học và xã Vũ Loan thành xã Văn Vũ
- Sáp nhập xã Ân Tình và xã Lạng San thành xã Văn Lang
- Sáp nhập xã Hữu Thác và xã Hảo Nghĩa thành xã Trần Phú
- Sáp nhập xã Lam Sơn và xã Lương Thành thành xã Sơn Thành.

Huyện Na Rì có 1 thị trấn và 16 xã như hiện nay.

## Danh nhân
- Nông Đức Mạnh, Chủ tịch Quốc hội Việt Nam: 1992-2001, Tổng Bí thư Ban Chấp hành Trung ương Đảng Cộng sản Việt Nam: 2001-2011. quê xã Cường Lợi.